# Przez zielone pola
Przez zielone pola (ang. Across the Green Grass Fields) – amerykańskie opowiadanie fantasy z 2021 napisane przez Seanan McGuire. Jest szóstą częścią z serii Zbłąkane dzieci. Opowiada historię Regan, która dowiaduje się od swoich rodziców, że jest interpłciowa, a następnie podróżuje do świata centaurów, gdzie odnajduje prawdziwą rodzinę. Historia została nominowana do Nagrody Hugo za najlepsze opowiadanie. Polska wersja ukazała się nakładem wydawnictwa Mag 19 lipca 2024 w tłumaczeniu Anny Reszki. Została opublikowana jako omnibus razem z poprzednim utworem z serii pod tytułem Upadek.